# Millencourt
Millencourt é uma comuna francesa na região administrativa de Altos da França, no departamento de Somme. Estende-se por uma área de 5,79 km². Em 2010 a comuna tinha 213 habitantes (densidade: 36,8 hab./km²).